# 产黄青霉菌
产黄青黴菌是一种广泛存在于自然界中的霉菌，特别是在食物或者室内环境中最为常见。是生产青霉素的重要工业菌种。1942年，由牛津大学的病理学家弗洛里及德国生物化学家钱恩在美国微生物学家的帮助下成功分离。由于产黄青黴菌生产青霉素的能力远远超过特异青黴菌，因而在不到一年的时间里青霉素终于实现了大量生产，并于1943年广泛应用。